# 梅尼勒于贝尔昂内姆
梅尼勒于贝尔-昂内姆（法語：Ménil-Hubert-en-Exmes，法語發音：[menil ybɛʁ ɑ̃.n‿ɛm]）是法国奥恩省的一个市镇，位于该省北部，属于阿让唐区。

## 地理
梅尼勒于贝尔-昂内姆（48°48'48"N, 0°13'31"E）面积10.34 平方千米，位于法国诺曼底大区奧恩省，该省份为法国西北部内陆省份，北起顺时针与卡爾瓦多斯省、厄尔省、厄尔-卢瓦省、萨尔特省、马耶讷省和芒什省接壤。
与梅尼勒于贝尔-昂内姆接壤的市镇（或旧市镇、城区）包括：克鲁瓦西耶、拉弗雷奈法耶勒、马尔迪伊、雷桑略、圣埃夫鲁德蒙福尔、欧日地区古费恩。
梅尼勒于贝尔-昂内姆的时区为UTC+01:00、UTC+02:00（夏令时）。

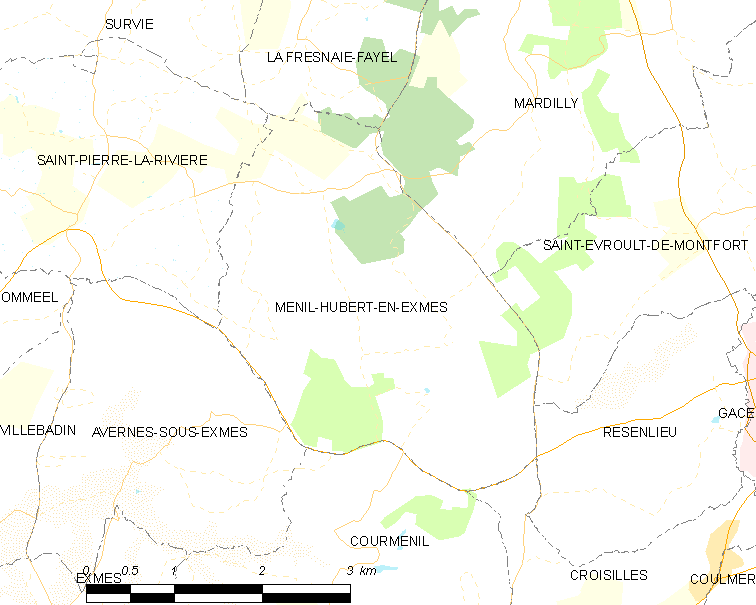
梅尼勒于贝尔-昂内姆的OSM定位图

## 行政
梅尼勒于贝尔-昂内姆的邮政编码为61230，INSEE市镇编码为61268。

## 政治
梅尼勒于贝尔-昂内姆所属的省级选区为维穆捷县。

## 人口

1962-2008年间梅尼勒于贝尔-昂内姆人口变化图示

梅尼勒于贝尔-昂内姆于2022年1月1日时的人口数量为120人。